# Gilia flavocincta
Gilia flavocincta là một loài thực vật có hoa trong họ Polemoniaceae. Loài này được A.Nelson mô tả khoa học đầu tiên năm 1934.